# 卡拉韦拉什 (米兰德拉)
卡拉韦拉什是葡萄牙布拉干萨区的一个堂区。总面积12.59平方公里，总人口269人，人口密度21.4人/平方公里。